# Pietro Romualdo Pirotta
Pietro Romualdo Pirotta (Pavia, 7 febbraio 1853 – Roma, 3 agosto 1936) è stato un botanico e naturalista italiano.

## Biografia

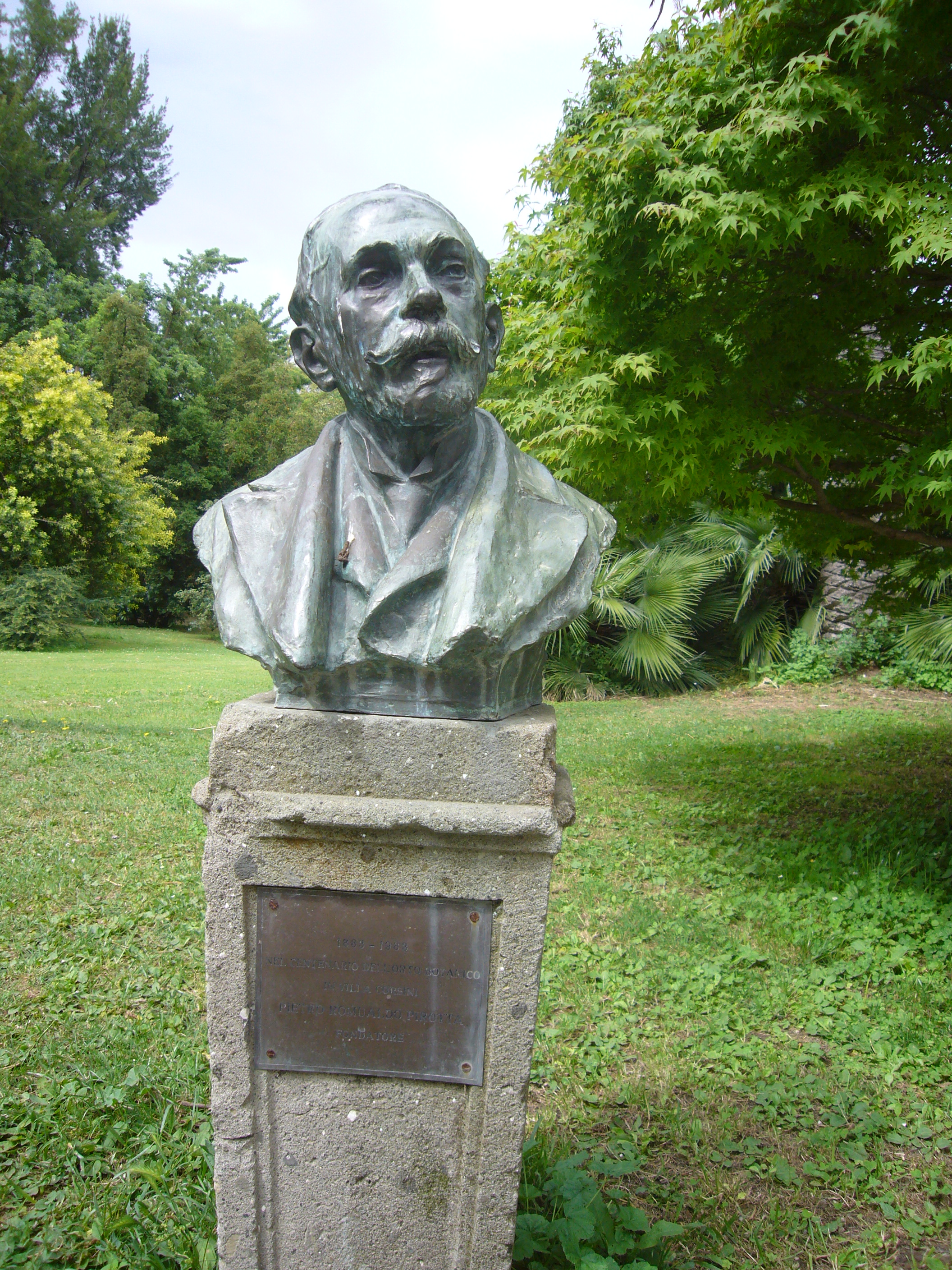
Busto di Pietro Romualdo Pirotta all'Orto botanico di Roma

Iscrittosi alla facoltà di medicina dell'Università di Pavia, scelse poi di passare a quella di scienze naturali dello stesso ateneo, nel quale si laureò a 22 anni, il 29 luglio 1875. Chiamato ad insegnare scienze naturali nel liceo di Pistoia, preferì curare, invece, il Laboratorio crittogamico annesso all'Istituto Botanico dell'Università papiense, nel quale aveva ottenuto un posto già prima della laurea. Nel 1879 vinse un premio di perfezionamento presso l'Istituto di crittogamia di Strasburgo. Rientrato in Italia, vinse i concorsi per le cattedre nelle Università degli Studi di Sassari e di Modena, scegliendo quest'ultima sede e andando a dirigere l'orto botanico di Modena. Nel 1883 fu chiamato dal ministro Guido Baccelli a coprire la cattedra di botanica dell'Università di Roma, che mantenne sino al 1928, sostenendo la creazione di un nuovo Istituto Botanico, nel giardino annesso al convento di S. Lorenzo in Panisperna e la pubblicazione dell'Annuario del R. Istituto Botanico di Roma (in seguito Annali di Botanica).
Per quanto riguarda la produzione scientifica di Pirotta, si suole riconoscere tre distinti periodi: nel primo, si occupò di ricerche crittogamiche e microbiologiche, scoprendo tra l'altro, nuova in Italia, la peronospora della vite (Plasmopara viticola); nel secondo, entrò nel vivo della struttura istologica e fisiologica dei tegumenti seminali, sulla costituzione di serbatoi mucipari e dei vasi laticiferi, nonché sulla morfologia foliare; il terzo, invece, è caratterizzato dall'attenzione verso i problemi di biologia fiorale, dell'ereditarietà dei caratteri, con interessamento per le ricerche di genetica sperimentale, in particolare sulla comparsa e persistenza ereditaria dei caratteri teratologici.
Pirotta si occupò anche di ricerche floristiche e sistematiche sulla flora sia italiana che africana. Nel 1917 intervenne come promotore, unitamente a poche personalità unite sotto l'egida dell'associazione Pro Montibus, del Parco nazionale d'Abruzzo, sul quale scrisse un importante saggio. Con l'istituzione del Parco, fu chiamato da Erminio Sipari a far parte della prima Commissione amministratrice dell'Ente autonomo del Parco nazionale d'Abruzzo. È stato più volte vicepresidente e presidente della Società botanica italiana.
| Pirotta è l'abbreviazione standard utilizzata per le piante descritte da Pietro Romualdo Pirotta. Consulta l'elenco delle piante assegnate a questo autore dall'IPNI. |

## Opere
- Pietro Romualdo Pirotta, Il Parco nazionale dell'Abruzzo, Roma, Federazione italiana delle associazioni Pro Montibus ed enti affini, 1917.